# Diano d'Alba
Diano d'Alba (en français Dian d'Albe) est une commune italienne de la province de Coni dans la région Piémont en Italie. Elle est jumelée avec la ville de Néoules en France. 

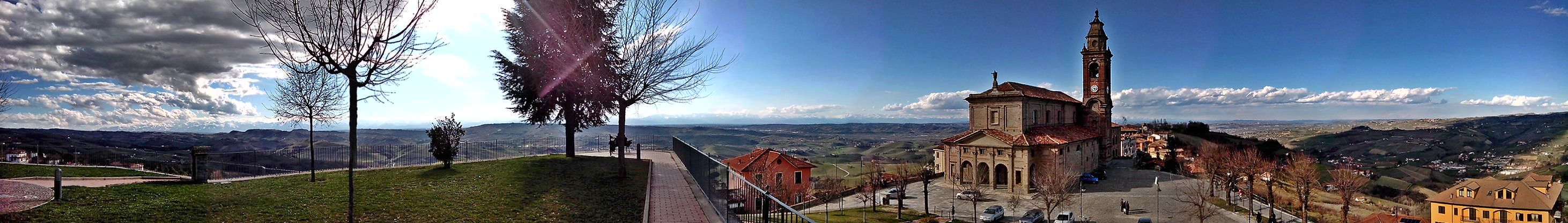

## Administration
| Période                                  | Période | Identité | Étiquette | Qualité |
| ---------------------------------------- | ------- | -------- | --------- | ------- |
|                                          |         |          |           |         |
| Les données manquantes sont à compléter. |         |          |           |         |

### Communes limitrophes
Alba (Italie), Benevello, Grinzane Cavour, Montelupo Albese, Rodello, Serralunga d'Alba